# Europese kampioenschappen veldrijden
De Europese kampioenschappen veldrijden worden sinds 2003 jaarlijks georganiseerd door de Union Européenne de Cyclisme (UEC).
De wedstrijden vinden plaats aan het begin van het veldritseizoen in november in de zes categorieën. In eerste instantie werden al koersen verreden voor vrouwen elite, mannen beloften (U23) en jongens junioren. In 2013 richtte de UEC een vierde categorie in, namelijk de vrouwen onder 23 jaar. Sinds 2015 vindt er ook een wedstrijd voor de mannen elite plaats en in 2019 werd het aantal op zes gebracht met de meisjes junioren.
De winnaar draagt tot de volgende editie de sterrentrui.

## Edities
| Editie | Jaar | Land                | Plaats                   | Datum           | Categorieën | Categorieën | Categorieën | Categorieën | Categorieën | Categorieën | Categorieën | Winnaar medaillespiegel |
| Editie | Jaar | Land                | Plaats                   | Datum           | ME          | WE          | MU          | WU          | MJ          | WJ          | MR          | Winnaar medaillespiegel |
| ------ | ---- | ------------------- | ------------------------ | --------------- | ----------- | ----------- | ----------- | ----------- | ----------- | ----------- | ----------- | ----------------------- |
| 24     | 2026 | Nederland           | Zeddam (Montferland)     | 7 - 8 november  | X           | X           | X           | X           | X           | X           | X           |                         |
| 23     | 2025 | België              | Middelkerke              | 8 - 9 november  | X           | X           | X           | X           | X           | X           | X           |                         |
| 22     | 2024 | Spanje              | Pontevedra               | 2 - 3 november  | X           | X           | X           | X           | X           | X           | X           | Italië                  |
| 21     | 2023 | Frankrijk           | Pontchâteau              | 4 - 5 november  | X           | X           | X           | X           | X           | X           | X           | Frankrijk               |
| 20     | 2022 | België              | Namen                    | 5 - 6 november  | X           | X           | X           | X           | X           | X           |             | Nederland               |
| 19     | 2021 | Nederland           | Wijster                  | 6 - 7 november  | X           | X           | X           | X           | X           | X           |             | Nederland               |
| 18     | 2020 | Nederland           | ‘s-Hertogenbosch         | 7 - 8 november  | X           | X           | X           | X           | Afg.        | Afg.        |             | Nederland               |
| 17     | 2019 | Italië              | Silvelle di Trebaseleghe | 9 - 10 november | X           | X           | X           | X           | X           | X           |             | Nederland               |
| 16     | 2018 | Nederland           | ‘s-Hertogenbosch         | 2 - 4 november  | X           | X           | X           | X           | X           |             |             | Nederland               |
| 15     | 2017 | Tsjechië            | Tábor                    | 5 november      | X           | X           | X           | X           | X           |             |             | België                  |
| 14     | 2016 | Frankrijk           | Pontchâteau              | 29 - 30 oktober | X           | X           | X           | X           | X           |             |             | België                  |
| 13     | 2015 | Nederland           | Huijbergen               | 7 november      | X           | X           | X           | X           | X           |             |             | Nederland               |
| 12     | 2014 | Duitsland           | Lorsch                   | 8 november      |             | X           | X           | X           | X           |             |             | België                  |
| 11     | 2013 | Tsjechië            | Mladá Boleslav           | 3 november      |             | X           | X           | X           | X           |             |             | België                  |
| 10     | 2012 | Verenigd Koninkrijk | Ipswich                  | 3 november      |             | X           | X           |             | X           |             |             | Nederland               |
| 9      | 2011 | Italië              | Lucca                    | 6 november      |             | X           | X           |             | X           |             |             | Nederland               |
| 8      | 2010 | Duitsland           | Frankfurt                | 7 november      |             | X           | X           |             | X           |             |             | Nederland               |
| 7      | 2009 | België              | Hoogstraten              | 1 november      |             | X           | X           |             | X           |             |             | Nederland               |
| 6      | 2008 | Frankrijk           | Liévin                   | 2 november      |             | X           | X           |             | X           |             |             | Duitsland               |
| 5      | 2007 | Zwitserland         | Hittnau                  | 4 november      |             | X           | X           |             | X           |             |             | Tsjechië                |
| 4      | 2006 | Nederland           | Huijbergen               | 9 december      |             | X           | X           |             | X           |             |             | België                  |
| 3      | 2005 | Frankrijk           | Pontchâteau              | 6 november      |             | X           | X           |             | X           |             |             | België                  |
| 2      | 2004 | België              | Vossem                   | 8 november      |             | X           | X           |             | X           |             |             | Nederland               |
| 1      | 2003 | Tsjechië            | Tábor                    | 8 november      |             | X           | X           |             | X           |             |             | Tsjechië                |
| Editie | Jaar | Land                | Plaats                   | Datum           | ME          | WE          | MU          | WU          | MJ          | WJ          | MR          | Winnaar medaillespiegel |
| Editie | Jaar | Land                | Plaats                   | Datum           | Categorieën |             |             |             |             |             |             | Winnaar medaillespiegel |

## Winnaars

### Mannen elite
| Jaar | Plaats                   | Goud                   | Zilver                 | Brons                  |
| 2024 | Pontevedra               | Thibau Nys             | Felipe Orts            | Eli Iserbyt            |
| 2023 | Pontchâteau              | Michael Vanthourenhout | Cameron Mason          | Lars van der Haar      |
| 2022 | Namen                    | Michael Vanthourenhout | Lars van der Haar      | Laurens Sweeck         |
| 2021 | Wijster                  | Lars van der Haar      | Quinten Hermans        | Michael Vanthourenhout |
| 2020 | Rosmalen                 | Eli Iserbyt            | Michael Vanthourenhout | Lars van der Haar      |
| 2019 | Silvelle di Trebaseleghe | Mathieu van der Poel   | Eli Iserbyt            | Laurens Sweeck         |
| 2018 | Rosmalen                 | Mathieu van der Poel   | Wout van Aert          | Laurens Sweeck         |
| 2017 | Tábor                    | Mathieu van der Poel   | Lars van der Haar      | Toon Aerts             |
| 2016 | Pontchâteau              | Toon Aerts             | Mathieu van der Poel   | Wout van Aert          |
| 2015 | Huijbergen               | Lars van der Haar      | Wout van Aert          | Kevin Pauwels          |

#### Meervoudige winnaars
| Aantal titels | Veldrijder             | Land      | Jaren            |
| ------------- | ---------------------- | --------- | ---------------- |
| 3             | Mathieu van der Poel   | Nederland | 2017, 2018, 2019 |
| 2             | Lars van der Haar      | Nederland | 2015, 2021       |
| 2             | Michael Vanthourenhout | België    | 2022, 2023       |

Dikgedrukte renners zijn nu nog actief

#### Overwinningen per land
| Aantal titels | Land      |
| ------------- | --------- |
| 5             | België    |
| 5             | Nederland |

### Mannen beloften
| Jaar | Plaats                   | Goud                   | Zilver                | Brons                   |
| 2024 | Pontevedra               | Jente Michels          | Filippo Agostinacchio | Aubin Sparfel           |
| 2023 | Pontchâteau              | Jente Michels          | Emiel Verstrynge      | Rémi Lelandais          |
| 2022 | Namen                    | Emiel Verstrynge       | Thibau Nys            | Witse Meeussen          |
| 2021 | Wijster                  | Ryan Kamp              | Niels Vandeputte      | Thibau Nys              |
| 2020 | Rosmalen                 | Ryan Kamp              | Thomas Mein           | Cameron Mason           |
| 2019 | Silvelle di Trebaseleghe | Mickaël Crispin        | Timo Kielich          | Antoine Benoist         |
| 2018 | Rosmalen                 | Tom Pidcock            | Eli Iserbyt           | Antoine Benoist         |
| 2017 | Tábor                    | Eli Iserbyt            | Tom Pidcock           | Sieben Wouters          |
| 2016 | Pontchâteau              | Quinten Hermans        | Joris Nieuwenhuis     | Sieben Wouters          |
| 2015 | Huijbergen               | Quinten Hermans        | Daan Hoeyberghs       | Eli Iserbyt             |
| 2014 | Lorsch                   | Wout van Aert          | Laurens Sweeck        | Jakub Skála             |
| 2013 | Mladá Boleslav           | Michael Vanthourenhout | Mathieu van der Poel  | Gianni Vermeersch       |
| 2012 | Ipswich                  | Mike Teunissen         | Corné van Kessel      | Julian Alaphilippe      |
| 2011 | Lucca                    | Lars van der Haar      | Mike Teunissen        | Stan Godrie             |
| 2010 | Frankfurt                | Lars van der Haar      | Elia Silvestri        | Joeri Adams             |
| 2009 | Hoogstraten              | Róbert Gavenda         | Paweł Szczepaniak     | Tom Meeusen             |
| 2008 | Liévin                   | Philipp Walsleben      | Aurélien Duval        | Kenneth Van Compernolle |
| 2007 | Hittnau                  | Niels Albert           | Philipp Walsleben     | Lukas Kloucek           |
| 2006 | Huijbergen               | Niels Albert           | Zdeněk Štybar         | Rob Peeters             |
| 2005 | Pontchâteau              | Niels Albert           | Jan Soetens           | Zdeněk Štybar           |
| 2004 | Vossem                   | Lars Boom              | Niels Albert          | Martin Bína             |
| 2003 | Tábor                    | Martin Zlámalík        | Martin Bína           | Steve Chainel           |

#### Meervoudige winnaars
| Aantal titels | Veldrijder        | Land      | Jaren            |
| ------------- | ----------------- | --------- | ---------------- |
| 3             | Niels Albert      | België    | 2005, 2006, 2007 |
| 2             | Ryan Kamp         | Nederland | 2020, 2021       |
| 2             | Lars van der Haar | Nederland | 2010, 2011       |
| 2             | Quinten Hermans   | België    | 2015, 2016       |
| 2             | Jente Michels     | België    | 2023, 2024       |

Dikgedrukte renners zijn nu nog actief

#### Overwinningen per land
| Aantal titels | Land                |
| ------------- | ------------------- |
| 11            | België              |
| 6             | Nederland           |
| 1             | Duitsland           |
| 1             | Frankrijk           |
| 1             | Slowakije           |
| 1             | Tsjechië            |
| 1             | Verenigd Koninkrijk |

### Jongens junioren
| Jaar | Plaats                   | Goud                               | Zilver                             | Brons                              |
| 2024 | Pontevedra               | Mattia Agostinacchio               | Valentin Hofer                     | Mats Vanden Eynde                  |
| 2023 | Pontchâteau              | Aubin Sparfel                      | Zsombor Takács                     | Jules Simon                        |
| 2022 | Namen                    | Léo Bisiaux                        | Daniel Weis                        | Guus van der Eijnden               |
| 2021 | Wijster                  | Aaron Dockx                        | David Haverdings                   | Luca Paletti                       |
| 2020 | Rosmalen                 | Afgelast vanwege coronamaatregelen | Afgelast vanwege coronamaatregelen | Afgelast vanwege coronamaatregelen |
| 2019 | Silvelle di Trebaseleghe | Thibau Nys                         | Jente Michels                      | Dario Lillo                        |
| 2018 | Rosmalen                 | Pim Ronhaar                        | Witse Meeussen                     | Thibau Nys                         |
| 2017 | Tábor                    | Loris Rouiller                     | Tomas Kopecky                      | Ben Tulett                         |
| 2016 | Pontchâteau              | Tom Pidcock                        | Nicolas Guillemin                  | Timo Kielich                       |
| 2015 | Huijbergen               | Jens Dekker                        | Mitch Groot                        | Thomas Bonnet                      |
| 2014 | Lorsch                   | Eli Iserbyt                        | Jappe Jaspers                      | Johan Jacobs                       |
| 2013 | Mladá Boleslav           | Yannick Peeters                    | Adam Ťoupalík                      | Yan Gras                           |
| 2012 | Ipswich                  | Mathieu van der Poel               | Clément Russo                      | Yannick Peeters                    |
| 2011 | Lucca                    | Mathieu van der Poel               | Quentin Jauregui                   | Romain Seigle                      |
| 2010 | Frankfurt                | Lars Forster                       | Jakub Skála                        | Quentin Jauregui                   |
| 2009 | Hoogstraten              | Emilien Viennet                    | Laurens Sweeck                     | Michiel van der Heijden            |
| 2008 | Liévin                   | Tijmen Eising                      | Lars van der Haar                  | Sean De Bie                        |
| 2007 | Hittnau                  | Lubomír Petruš                     | Arnaud Jouffroy                    | Peter Sagan                        |
| 2006 | Huijbergen               | Vincent Baestaens                  | Joeri Adams                        | Ramon Sinkeldam                    |
| 2005 | Pontchâteau              | Róbert Gavenda                     | Yannick Martinez                   | Dries Govaerts                     |
| 2004 | Vossem                   | Julien Taramarcaz                  | Ricardo van der Velde              | Christoph Pfingsten                |
| 2003 | Tábor                    | Niels Albert                       | Roman Kreuziger                    | Clément Lhotellerie                |

#### Meervoudige winnaars
| Aantal titels | Veldrijder           | Land      | Jaren      |
| ------------- | -------------------- | --------- | ---------- |
| 2             | Mathieu van der Poel | Nederland | 2011, 2012 |

Dikgedrukte renners zijn nu nog actief

#### Overwinningen per land
| Aantal titels | Land                |
| ------------- | ------------------- |
| 6             | België              |
| 5             | Nederland           |
| 3             | Frankrijk           |
| 3             | Zwitserland         |
| 1             | Italië              |
| 1             | Slowakije           |
| 1             | Tsjechië            |
| 1             | Verenigd Koninkrijk |

### Vrouwen elite
| Jaar | Plaats                   | Goud                       | Zilver                     | Brons                    |
| 2024 | Pontevedra               | Fem van Empel              | Ceylin del Carmen Alvarado | Lucinda Brand            |
| 2023 | Pontchâteau              | Fem van Empel              | Ceylin del Carmen Alvarado | Sara Casasola            |
| 2022 | Namen                    | Fem van Empel              | Ceylin del Carmen Alvarado | Kata Blanka Vas          |
| 2021 | Wijster                  | Lucinda Brand              | Kata Blanka Vas            | Yara Kastelijn           |
| 2020 | Rosmalen                 | Ceylin del Carmen Alvarado | Annemarie Worst            | Lucinda Brand            |
| 2019 | Silvelle di Trebaseleghe | Yara Kastelijn             | Eva Lechner                | Annemarie Worst          |
| 2018 | Rosmalen                 | Annemarie Worst            | Marianne Vos               | Denise Betsema           |
| 2017 | Tábor                    | Sanne Cant                 | Lucinda Brand              | Alice Maria Arzuffi      |
| 2016 | Pontchâteau              | Thalita de Jong            | Lucinda Brand              | Caroline Mani            |
| 2015 | Huijbergen               | Sanne Cant                 | Jolien Verschueren         | Nikki Harris             |
| 2014 | Lorsch                   | Sanne Cant                 | Pavla Havlíková            | Nikki Harris             |
| 2013 | Mladá Boleslav           | Helen Wyman                | Nikki Harris               | Lucie Chainel-Lefèvre    |
| 2012 | Ipswich                  | Helen Wyman                | Sanne van Paassen          | Nikki Harris             |
| 2011 | Lucca                    | Daphny van den Brand       | Lucie Chainel-Lefèvre      | Pauline Ferrand-Prévot   |
| 2010 | Frankfurt                | Daphny van den Brand       | Sanne van Paassen          | Helen Wyman              |
| 2009 | Hoogstraten              | Marianne Vos               | Daphny van den Brand       | Helen Wyman              |
| 2008 | Liévin                   | Hanka Kupfernagel          | Maryline Salvetat          | Kateřina Nash            |
| 2007 | Hittnau                  | Daphny van den Brand       | Maryline Salvetat          | Christel Ferrier-Bruneau |
| 2006 | Huijbergen               | Daphny van den Brand       | Hanka Kupfernagel          | Marianne Vos             |
| 2005 | Pontchâteau              | Marianne Vos               | Daphny van den Brand       | Hanka Kupfernagel        |
| 2004 | Vossem                   | Hanka Kupfernagel          | Maryline Salvetat          | Laurence Leboucher       |
| 2003 | Tábor                    | Hanka Kupfernagel          | Marianne Vos               | Maryline Salvetat        |

#### Meervoudige winnaressen
| Aantal titels | Veldrijdster         | Land                | Jaren                  |
| ------------- | -------------------- | ------------------- | ---------------------- |
| 4             | Daphny van den Brand | Nederland           | 2006, 2007, 2010, 2011 |
| 3             | Sanne Cant           | België              | 2014, 2015, 2017       |
| 3             | Hanka Kupfernagel    | Duitsland           | 2003, 2004, 2008       |
| 3             | Fem van Empel        | Nederland           | 2022, 2023, 2024       |
| 2             | Marianne Vos         | Nederland           | 2005, 2009             |
| 2             | Helen Wyman          | Verenigd Koninkrijk | 2012, 2013             |

Dikgedrukte renners zijn nu nog actief

#### Overwinningen per land
| Aantal titels | Land                |
| ------------- | ------------------- |
| 14            | Nederland           |
| 3             | België              |
| 3             | Duitsland           |
| 2             | Verenigd Koninkrijk |

### Vrouwen beloften
| Jaar | Plaats                   | Goud                       | Zilver               | Brons                    |
| 2024 | Pontevedra               | Célia Gery                 | Marie Schreiber      | Leonie Bentveld          |
| 2023 | Pontchâteau              | Zoe Bäckstedt              | Marie Schreiber      | Kristýna Zemanová        |
| 2022 | Namen                    | Puck Pieterse              | Line Burquier        | Shirin van Anrooij       |
| 2021 | Wijster                  | Shirin van Anrooij         | Puck Pieterse        | Fem van Empel            |
| 2020 | Rosmalen                 | Puck Pieterse              | Kata Blanka Vas      | Manon Bakker             |
| 2019 | Silvelle di Trebaseleghe | Ceylin del Carmen Alvarado | Anna Kay             | Marion Norbert-Riberolle |
| 2018 | Rosmalen                 | Ceylin del Carmen Alvarado | Inge van der Heijden | Fleur Nagengast          |
| 2017 | Tábor                    | Chiara Teocchi             | Laura Verdonschot    | Nikola Nosková           |
| 2016 | Pontchâteau              | Chiara Teocchi             | Hélène Clauzel       | Jana Czeczinkarová       |
| 2015 | Huijbergen               | Maud Kaptheijns            | Alice Maria Arzuffi  | Jana Czeczinkarová       |
| 2014 | Lorsch                   | Sabrina Stultiens          | Martina Mikulášková  | Alice Maria Arzuffi      |
| 2013 | Mladá Boleslav           | Annefleur Kalvenhaar       | Sabrina Stultiens    | Alice Maria Arzuffi      |

#### Meervoudige winnaressen
| Aantal titels | Veldrijdster               | Land      | Jaren      |
| ------------- | -------------------------- | --------- | ---------- |
| 2             | Puck Pieterse              | Nederland | 2020, 2022 |
| 2             | Ceylin del Carmen Alvarado | Nederland | 2018, 2019 |
| 2             | Chiara Teocchi             | Italië    | 2016, 2017 |

Dikgedrukte renners zijn nu nog actief

#### Overwinningen per land
| Aantal titels | Land                |
| ------------- | ------------------- |
| 8             | Nederland           |
| 2             | Italië              |
| 1             | Frankrijk           |
| 1             | Verenigd Koninkrijk |

### Meisjes junioren
| Jaar | Plaats                   | Goud                               | Zilver                             | Brons                              |
| 2024 | Pontevedra               | Anja Grossmann                     | Barbora Bukovska                   | Giorgia Pellizotti                 |
| 2023 | Pontchâteau              | Célia Gery                         | Cat Ferguson                       | Viktória Chladonová                |
| 2022 | Namen                    | Lauren Molengraaf                  | Valentina Corvi                    | Xaydee Van Sinaey                  |
| 2021 | Wijster                  | Zoe Bäckstedt                      | Leonie Bentveld                    | Nienke Vinke                       |
| 2020 | Rosmalen                 | Afgelast vanwege coronamaatregelen | Afgelast vanwege coronamaatregelen | Afgelast vanwege coronamaatregelen |
| 2019 | Silvelle di Trebaseleghe | Puck Pieterse                      | Olivia Onesti                      | Shirin van Anrooij                 |

#### Overwinningen per land
| Aantal titels | Land                |
| ------------- | ------------------- |
| 2             | Nederland           |
| 1             | Frankrijk           |
| 1             | Verenigd Koninkrijk |
| 1             | Zwitserland         |

### Gemengde ploegenaflossing
| Jaar | Plaats      | Goud      | Zilver              | Brons  |
| 2024 | Pontevedra  | Italië    | Frankrijk           | Spanje |
| 2023 | Pontchâteau | Frankrijk | Verenigd Koninkrijk | België |

#### Overwinningen per land
| Aantal titels | Land      |
| ------------- | --------- |
| 1             | Frankrijk |
| 1             | Italië    |

## Medaillespiegel
| Plaats | Land                | Goud | Zilver | Brons | Totaal |
| 1      | Nederland           | 40   | 27     | 21    | 88     |
| 2      | België              | 25   | 21     | 23    | 69     |
| 3      | Frankrijk           | 6    | 14     | 19    | 39     |
| 4      | Verenigd Koninkrijk | 6    | 6      | 7     | 19     |
| 5      | Italië              | 4    | 5      | 6     | 15     |
| 6      | Duitsland           | 4    | 2      | 2     | 8      |
| 7      | Tsjechië            | 3    | 9      | 9     | 21     |
| 8      | Zwitserland         | 3    | 0      | 2     | 5      |
| 9      | Slowakije           | 2    | 0      | 2     | 4      |
| 10     | Hongarije           | 0    | 3      | 1     | 4      |
| 11     | Luxemburg           | 0    | 2      | 0     | 2      |
| 12     | Spanje              | 0    | 1      | 1     | 2      |
| 13     | Denemarken          | 0    | 1      | 0     | 1      |
| 13     | Oostenrijk          | 0    | 1      | 0     | 1      |
| 13     | Polen               | 0    | 1      | 0     | 1      |
| Totaal | Totaal              | 93   | 93     | 93    | 279    |

Bijgewerkt tot en met de EK veldrijden 2024

## Statistieken

### Organiserende landen
| Aantal | Gastland                                 |
| ------ | ---------------------------------------- |
| 5      | Nederland                                |
| 4      | Frankrijk                                |
| 3      | België, Tsjechië                         |
| 2      | Italië, Duitsland                        |
| 1      | Spanje, Verenigd Koninkrijk, Zwitserland |

Bijgewerkt tot en met de EK veldrijden 2024

## Reglementen

### Landenquota
Nationale federaties mogen vanaf 2016 per categorie het volgende aantal deelnemers inschrijven:
- 8 rijders + 4 reserve rijders

Voor 2016 mochten nationale federaties 12 rijders + 2 reserve rijders per categorie inschrijven.
Daarnaast ontvingen tot en met 2018 de uittredend Europese kampioenen een persoonlijke startplaats, mits zij nog startgerechtigd waren in de betreffende categorie. Vanaf 2019 is deze regel afgeschaft.

### Startvolgorde
De startvolgorde per categorie is als volgt:
1. Meest recente UCI ranking veldrijden
2. Niet gerangschikte renners: per land in rotatie (o.b.v. het landenklassement van het laatste WK). De startvolgorde van niet gerangschikte renners binnen een team wordt bepaald door de nationale federatie.

### Prijzengeld
In onderstaande tabel vindt u de verdeling van het prijzengeld per categorie vanaf 2016:
| Pos.   | Mannen elite | Vrouwen elite | Mannen U23 | Vrouwen U23 | Jongens junioren | Meisjes junioren |
| ------ | ------------ | ------------- | ---------- | ----------- | ---------------- | ---------------- |
| 1.     | € 1.400      | € 1.400       | € 700      | € 700       | € 350            | € 350            |
| 2.     | € 800        | € 800         | € 400      | € 400       | € 200            | € 200            |
| 3.     | € 600        | € 600         | € 300      | € 300       | € 150            | € 150            |
| Totaal | € 2.800      | € 2.800       | € 1.400    | € 1.400     | € 700            | € 700            |